# Eriosema populifolium
Eriosema populifolium är en ärtväxtart som beskrevs av William Henry Harvey. Eriosema populifolium ingår i släktet Eriosema och familjen ärtväxter.

## Underarter
Arten delas in i följande underarter:
- E. p. capensis
- E. p. populifolium